# 有限秩算子
泛函分析中，有限秩算子（英語：Finite-rank operator）是巴拿赫空间之间，像的维数有限的有界线性算子。

## 希爾伯特空間中

### 典範型
有限秩算子類似有限大小的矩陣，但是放在無窮維空間中。於是，可藉線性代數技巧刻畫其性質。
由線性代數知，複矩陣{\displaystyle M\in \mathbb {C} ^{n\times m}}之秩為1，當且僅當{\displaystyle M}可以寫成：
{\displaystyle M=\alpha \cdot uv^{*}} 其中 {\displaystyle \|u\|=\|v\|=1} 且 {\displaystyle \alpha \geq 0}
同樣可證希氏空間{\displaystyle H}上，算子{\displaystyle T}之秩為1，當且僅當
{\displaystyle Th=\alpha \langle h,v\rangle u\quad \forall h\in H,}
其中{\displaystyle \alpha ,u,v}與有限維情況滿足同等條件。由此，用數學歸納法，可證秩{\displaystyle n}的算子{\displaystyle T}必可寫成
{\displaystyle Th=\sum _{i=1}^{n}\alpha _{i}\langle h,v_{i}\rangle u_{i}\quad \forall h\in H,}
其中{\displaystyle \{u_{i}:i=1,2,\ldots ,n\}}和{\displaystyle \{v_{i}:i=1,2,\ldots ,n}\}皆為标准正交基。前述表示法實質等同於奇异值分解，可以稱為有限秩算子的「典範型」（canonical form）。
略加推廣，若{\displaystyle n}改為可數無窮，而正實數列{\displaystyle \{\alpha _{i}\}}僅會聚於0，則{\displaystyle T}為緊算子，相應的和式稱為緊算子的典範型。
若級數{\displaystyle \sum _{i}\alpha _{i}}（跡）收斂，則{\displaystyle T}是迹类算子。

### 代數性質
希氏空間{\displaystyle H}上，全體有限秩算子之族{\displaystyle F(H)}是有界算子代數{\displaystyle L(H)}的雙邊*理想。此外，其為此類（非零）理想中最小者，即{\displaystyle L(H)}的任何雙邊*理想{\displaystyle I}必包含全體有限秩算子。簡證如下：取非零算子{\displaystyle T\in I}，則有非零的{\displaystyle f,g}使{\displaystyle Tf=g}。衹需證對任意{\displaystyle h,k\in H}，將{\displaystyle h}映至{\displaystyle k}的秩1算子{\displaystyle S_{h,k}}屬於{\displaystyle I}。同樣定義{\displaystyle S_{h,f}}和{\displaystyle S_{g,k}}，則有
{\displaystyle S_{h,k}=S_{g,k}TS_{h,f},\,}
從而{\displaystyle S_{h,k}}在{\displaystyle I}中，證畢。
{\displaystyle L(H)}的雙邊*理想舉例有跡類、希尔伯特-施密特算子類、紧算子類。三類各自配備範數，而{\displaystyle F(H)}在此三個賦範空間中稠密。
由於{\displaystyle L(H)}的每個雙邊理想都包含{\displaystyle F(H)}，{\displaystyle L(H)}為單代數當且僅當有限維。

## 巴拿赫空間中
巴拿赫空间{\displaystyle U,V}之間的有限秩算子{\displaystyle T:U\to V}是值域僅得有限維的有界算子。與希氏空間的情況一樣，可以寫成
{\displaystyle Th=\sum _{i=1}^{n}\langle u_{i},h\rangle v_{i}\quad \forall h\in U,}
其中{\displaystyle v_{i}\in V}，但由於{\displaystyle U}中沒有定義內積，{\displaystyle u_{i}\in U'}換成{\displaystyle U}上的有界線性泛函。
有界線性泛函是有限秩算子的特例，其秩為1。